# Star Trek
Star Trek (Du hành giữa các vì sao) là một thương hiệu truyền hình thuộc thể loại khoa học viễn tưởng của điện ảnh Hoa Kỳ dựa trên loạt phim truyền hình được sáng tạo bởi Gene Roddenberry. Các tập phim truyền hình đầu tiên, thường được gọi đơn giản là Star Trek và ngày nay thường được gọi là loạt phim truyền hình gốc, loạt phim này ra mắt năm 1966 và phát sóng trong 3 mùa trên đài truyền hình NBC. Bộ phim xoay quanh các chuyến thám hiểm giữa các vì sao của thuyền trưởng James T. Kirk (William Shatner) và phi hành đoàn của ông trên phi thuyền USS Enterprise, đây là một tàu thăm dò không gian, được thiết kế bởi một hiệp hội liên kết giữa các vì sao với tên gọi là United Federation of Planets ở thế kỷ thứ 23. Các phim truyền hình Star Trek bao gồm The Original Series (loạt phim gốc), một loạt phim hoạt hình, 4 loạt phim truyền hình ăn theo, các phim điện ảnh và loạt phim truyền hình mới sẽ ra mắt trong năm 2017.
Trong quá trình sáng tạo nên Star Trek, Roddenberry được truyền cảm hứng bởi các tiểu thuyết của Horatio Hornblower, một cuốn sách nhắm châm biếm Gulliver's Travels,và một số phim truyền hình như Wagon Train. Cuộc hành trình trong Star Trek tiếp diễn với loạt phim hoạt hình Star Trek: The Animated Series và nối tiếp bởi 6 phim điện ảnh. Ngày sau đó, 4 phim truyền hình ăn theo lần lượt được sản xuất: Star Trek: The Next Generation nói về phi hành đoàn của tàu Enterprise mới trong một thế kỷ sau chuyến du hành gốc; Star Trek: Deep Space Nine và Star Trek: Voyager nói về các câu chuyện xảy ra cùng thời điểm với bộ The Next Generation; riêng Star Trek: Enterprise đặt bối cảnh trước thời điểm loạt phim gốc vào lúc con người đặt những bước đầu tiên vào vũ trụ. Nhờ thành công của loạt phim The Next Generation, 4 phim điện ảnh khác đã được sản xuất. Năm 2009, loạt phim được tái khởi động với motip dòng thời gian song song, hay "Dòng thời gian Kelvin", với tựa đề là Star Trek. Bộ phim với dàn diễn viên mới thủ vai các phim bản trẻ hơn của các nhân vật gốc trong loạt phim kinh điển; tính đến nay bộ phim tiếp tục có các phần tiếp theo, bao gồm Star Trek Into Darkness (2013). Bộ phim nối tiếp cũng là phim điện ảnh thứ 13 có tên Star Trek Beyond (2016), được ra mắt trùng hợp vào lễ kỷ niệm 50 thương hiệu truyền hình. Một loạt phim mới về Star Trek mang tên Star Trek: Discovery, sẽ được trình chiếu vào tháng 5 năm 2017 trên CBS All Access.
Star Trek từng là hiện tượng văn hóa suốt nhiều thập kỷ. Người hâm mộ của các bộ phim Star Trek thường được gọi là Trekkies hay Trekkers. Các sản phẩm ăn theo Star Trek rất lớn, bao gồm games, các bức tượng làm quà lưu niệm, tiểu thuyết, đồ chơi, và truyện tranh. Star Trek có một công viên theo chủ đề ở Las Vegas mở cửa từ năm 1998 và đóng của vào tháng 9 năm 2008. Tính đến tháng 7 năm 2016, thương hiệu này đã thu được $10 tỷ doanh thu, biến Star Trek trở thành một trong các thương hiệu có doanh thu cao nhất mọi thời đại.
Star Trek được chú ý vì ảnh hưởng văn hóa của nó vượt ra ngoài các tác phẩm khoa học viễn tưởng. Nó đã được chỉ ra rằng là nguồn cảm hứng cho nhiều phát minh công nghệ, bao gồm cả điện thoại di động và máy tính bảng. The Original Series là một bộ phim truyền hình đầ có dàn diễn viên đa chủng tộc. Star Trek được nhắc tới trong văn hóa đại chúng với nhiều bộ phim từ phim Crimson Tide cho tới phim hoạt hình South Park.

## Câu chuyện
Du hành giữa các vì sao (Star Trek) là một sản phẩm giải trí khoa học viễn tưởng Mỹ được nhượng quyền thương mại. Ban đầu là một bộ phim truyền hình Mỹ của Gene Roddenberry, với những cuộc phiêu lưu giữa các vì sao của Thuyền trưởng James T. Kirk và phi hành đoàn tàu Enterprise của Liên bang các hành tinh. Bộ phim này ra mắt năm 1966 và chiếu trong ba mùa, sau khi tập phim thí điểm "The Cage," do diễn viên Jeffrey Hunter vào vai thuyền trưởng Christopher Pike bị Paramount từ chối. Sau khi các loạt phim nhượng quyền thương mại được phát hành, các loạt phim có "thuyền trưởng Kirk" được đổi thành Loạt phim gốc của Du hành giữa các vì sao. Những cuộc phiêu lưu được tiếp tục trong một loạt phim hoạt hình và sáu phim truyện. Bốn bộ phim truyền hình cuối cùng được phát triển dựa trên cùng một vũ trụ, nhưng các bộ tiếp theo Star Trek: The Next Generation (Thế Hệ Mới) lấy bối cảnh sau đó một thế kỷ, Star Trek: Deep Space Nine (Không Gian Sâu Số 9) và Star Trek: Voyager theo sau The Next Generation; bộ Star Trek: Enterprise, có thời gian trước bộ phim gốc, khi loài người có những bước đầu tiên ra vũ trụ. Bốn bộ phim khác được sản xuất với bối cảnh sau The Next Generation, và phim gần đây nhất là năm 2009, phim nói về phi hành đoàn lúc còn trẻ, trong nhiệm vụ ngăn chặn dòng thời gian sắp bị phá hủy hoàn toàn bởi những người Romulans. Phần tiếp theo của Star Trek là Star Trek: Into Darkness phát hành tháng 5/2013 lấy bối cảnh Trái Đất sau hơn 250 năm, kể về phi hành đoàn phải đối mặt với một người đàn ông có âm mưu hủy diệt Trái Đất.